# سرسرخک‌ها
سَرسُرخک‌ها (نام علمی: Rhodocybella) نام یک سرده از تیره قارچ‌های لب‌برگشته است.